# Koleniokształtne
Koleniokształtne (Squaliformes) – rząd ryb chrzęstnoszkieletowych (Chondrichthyes) z nadrzędu Squalomorphi.

## Zasięg występowania
Głębokie wody oceaniczne, od chłodnych po tropikalne.

## Cechy charakterystyczne
Dwie płetwy grzbietowe z kolcem lub bez. Brak płetwy odbytowej. Pięć szczelin skrzelowych. Tryskawki obecne. Nie ma przesłony migawkowej. Gatunki jajożyworodne. U wielu występują narządy świetlne.

## Systematyka
Do koleniokształtnych zaliczane są następujące występujące współcześnie rodziny:
- Dalatiidae Gray, 1851 – scymnowate
- Etmopteridae Fowler, 1934
- Somniosidae Jordan, 1888
- Oxynotidae Gill, 1863 – brązoszowate
- Centrophoridae Bleeker, 1859
- Squalidae de Blainville, 1816 – koleniowate

Opisano również rodziną wymarłą:
- Eoscymnidae Herman & van den Eeckhaut, 2010

## Zobacz też

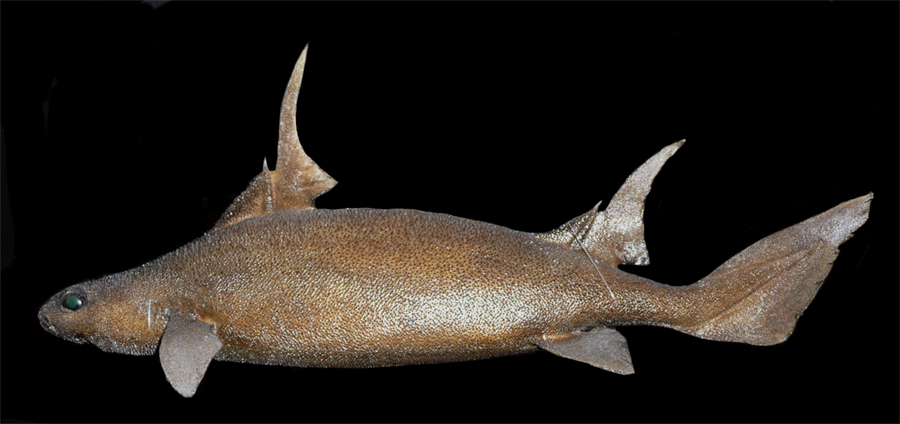
Kolcoskór (Oxynotus paradoxus)